# Sally Moore
Sally Moore Huss (* 8. Juni 1940 in Long Beach) ist eine ehemalige US-amerikanische Tennisspielerin.

## Karriere
Sally Moore wuchs in Bakersfield im US-Bundesstaat Kalifornien auf und wurde 1958 US-Juniorinnen-Meisterin im Tennis. Sie wurde 1958 US-amerikanische Hartplatzmeisterin und im Folgejahr nationale Sandplatzmeisterin. Zudem wurde sie 1959 für das US-Team beim Wightman Cup ausgewählt, wo sie sowohl im Einzel als auch im Doppel antrat.
Im Jahr 1958 konnte Sally Moore die Konkurrenz im Juniorinneneinzel von Wimbledon gewinnen. Ein Jahr später konnte sie bei den Damen das Halbfinale der Wimbledon Championships 1959 erreichen, wo sie gegen die Turniersiegerin Maria Bueno verlor. Später tat sie sich mit Bueno im Damendoppel zusammen. Gemeinsam erreichten sie das Finale der U.S. National Championships 1959, die später in US Open umbenannt wurden. Sie mussten sich der Paarung Jeanne Arth und Darlene Hard geschlagen geben. Moores beste Weltranglistenplatzierung war 1959 Platz 9.
Sally Moore nahm nach ihrer Hochzeit den Namen Sally Huss an. Unter diesem Namen ist sie als Kinderbuchautorin und -illustratorin tätig.

## Finalteilnahmen bei Grand-Slam-Turnieren

### Doppel
| Nr. | Datum              | Turnier            | Belag | Partnerin   | Finalgegnerinnen         | Ergebnis |
| --- | ------------------ | ------------------ | ----- | ----------- | ------------------------ | -------- |
| 1.  | 13. September 1959 | U.S. Championships | Rasen | Maria Bueno | Jeanne Arth Darlene Hard | 2:6, 3:6 |